# Kameeldrift
Kameeldrift ist ein Vorort der südafrikanischen Hauptstadt Pretoria. Es liegt etwa 20 km nordöstlich der Innenstadt. Sein Umfeld ist traditionell ein eher landwirtschaftlich geprägtes Gebiet.  Kameeldrift liegt in der Provinz  Gauteng und gehört der Metropolgemeinde City of Tshwane Metropolitan Municipality.
Nach der Volkszählung von 2011 lebten hier 6727 Einwohner. Davon gehören etwa 68,5 Prozent zur schwarzen Bevölkerungsgruppe, etwa 30,5 Prozent sind Weiße; Coloureds, Inder und andere Ethnien machen zusammen etwa 1,1 Prozent der Bevölkerung aus.